# Mosco
Mosco ou Moscos (em grego: Μόσχος), poeta grego antigo e bucólico estudante do gramático alexandrino Aristarco de Samotrácia, nasceu em Siracusa e viveu por volta de 150 a.C. Além de sua poesia, ele era conhecido por seu trabalho gramatical, e nada do qual sobreviveu.
Suas poucas obras sobreviventes consistem em um curto poema em hexâmetros épico intitulado "Europa", sobre o mito de Europa, três fragmentos bucólico, um pequeno poema bucólico chamado "Amor Fugitivo" e um epigrama em dísticos elegíacos. Seu material sobrevivente bucólico (composto em hexâmetros tradicionais dactílicos e dialeto dórico) é curto sobre temas pastorais e é largamente erótico e mitológico, embora essa impressão pode ser distorcida pela falta de provas, também é visto na bucólica sobreviventes das gerações depois de Mosco, incluindo o trabalho de Bion de Esmirna. A poesia de Mosco é editado normalmente junto com outros poetas bucólicos, como no texto de Oxford comumente usado por ASF Gow (1952), mas a Europa tem recebido frequentemente separada edições escolares, como por Winfried Bühler (Wiesbaden, 1960) e Malcolm Campbell (Hildesheim, 1991). O epigrama é também normalmente publicada com a edição de Maximos Planoudes da Antologia Grega.
A Europa, juntamente com a Hecale de Calímaco e tal como exemplos latinos Catulo 64, é um grande exemplo do fenômeno helenístico da épica em miniatura. Embora seja difícil dizer por causa do caráter fragmentário das evidências, a influência de Mosco sobre a poesia bucólica grega é provável que tenha sido significativa, a influência do Amor Fugitivo é sentida em Bion e outros mais tarde, os poetas bucólicos. Na literatura européia posterior a sua obra foi imitado ou traduzido por autores como Torquato Tasso e Ben Jonson.
Dois outros poemas, atribuído a ele em um momento ou outro, mas já não pensava ser seu, também são comumente editados com seu trabalho. O mais conhecido é o Epitáfio de Bion (ou seja, Bion de Esmirna), que teve uma longa história de influência sobre o lamento pastoral para um poeta (compare Lycidas de Milton). O outro é um épico de miniatura em Megara (a esposa de Hércules), consistindo de um diálogo épico entre a mãe de Hércules e sua esposa em sua ausência.